# Cemitérios-museu
Para os administradores dos cemitérios-museu o patrimônio é uma oportunidade para a apropriação privativa do espaço cemiterial e consequente conservação da arte tumular.
O primeiro cemitério-museu da América foi o Cemitério São Pedro, na cidade de Medellin (Colômbia). Os passos para transformar o cemitério em museu foram os seguintes: plano de desenvolvimento, plano de manejo e plano de intervenção.

## Transformação do cemitério em museu
O plano de desenvolvimento consiste inicialmente em oficializar o patrimônio, através do tombamento e da declaração de interesse cultural de caráter nacional. Fica mais fácil convencer as famílias a cessar os sepultamentos e passar a administração e manutenção do túmulo para o museu-cemitério.
O plano de manejo envolve a catalogação e o inventário das peças do cemitério, observando quais obras são necessárias restaurar e mensurar o tipo de dano sofrido, vandalismo, intemperismo, vegetação.
Com relação à intervenção é feita a restauração das obras e as adaptações necessárias, como a instalação de bilheterias e catracas e os programas culturais permanentes, desenvolvendo assim o turismo cemiterial.